# Irina Scherbakova
Irina Lazarevna Scherbakova (en russe : Ирина Лазаревна Щербакова, théoriquement donc Chtcherbakova ; née en 1949) est une historienne russe de l'époque contemporaine, autrice et membre fondateur de l'organisation non gouvernementale Memorial. Elle a remporté le prix Carl-von-Ossietzky-Preis für Zeitgeschichte und Politik (de) en 2014 et la Médaille Goethe en 2017. Elle étudie l'histoire moderne de la Russie depuis les années 1970. En 2016, le ministère russe de la Justice a désigné Memorial comme « agent étranger » en Russie. En 2022, Memorial a été co-récompensé du prix Nobel de la paix, en même temps que le Centre pour les libertés civiles en Ukraine et le militant biélorusse Alès Bialiatski.

## Nom
La première lettre de son nom russe est Щ , parmi les moins aisées à transcrire en alphabet latin. Elle peut être transcrite à partir du russe : 
- en anglais par « shch » (soit quatre lettres latines pour une seule lettre cyrillique), ce qui donne Irina Shcherbakova, 
- en français par « chtch » (soit cinq lettres latines pour une seule lettre cyrillique), ce qui donne Irina Chtcherbakova,
- en polonais par  « szcz » (soit quatre lettres latines pour une seule lettre cyrillique), ce qui donne Irina Szczerbakowa.
- et en allemand par « schtsch » (soit sept lettres), ce qui donne Irina Schtscherbakowa.
En réalité, la translittération est souvent effectuée sans aucune norme uniforme ; cependant, la graphie « Scherbakova » est celle retenue par son éditeur en français.

## Biographie
Scherbakova est née à Moscou en 1949. Ses parents étaient communistes et juifs. Lorsqu'elle est allée à l'université, elle a étudié l'allemand et a obtenu son doctorat en 1972. Elle devient ensuite traductrice travaillant sur la fiction.
Dans les années 1970, elle commence à enregistrer des entretiens avec des témoins du stalinisme et depuis 1991 fait des recherches sur les archives du KGB. Elle interviewe des survivants du Goulag qui avaient peur et ne parlaient pas si leurs souvenirs étaient enregistrés sur un magnétophone.
En 1988, Scherbakova est l'un des membres fondateurs de l'organisation appelée Memorial. Elle demande aux autorités de résoudre les cas des crimes commis par le régime stalinien.
En 2014, elle reçoit le prix allemand Carl-von-Ossietzky-Preis für Zeitgeschichte und Politik (de) qui comprend un prix de 10 000 euros. Les juges l'ont choisie en raison de sa campagne pour étudier l'histoire récente troublée de la Russie et pour avoir encouragé les relations germano-russes.
En 2016, l'organisation Memorial a été désignée comme un agent étranger par le ministère russe de la Justice. En 2017, Scherbakova a reçu la médaille Goethe.
Marianne Birthler, défenseure des droits de l'homme et commissaire fédérale allemande chargée des Archives de la Stasi (de 2000 à 2011), apprécie l'engagement et le patient travail de recherche de Scherbakova.
Le travail de Scherbakova a été traduit et republié par The Guardian. En 2019, elle a accusé l'establishment russe d'essayer de réhabiliter Joseph Staline en héros national et d'oublier la répression et les violations des droits de l'homme qui ont coûté la vie à des millions de personnes.
Le 28 décembre 2021, la Cour suprême de Russie décide la dissolution de Memorial, l’ONG russe la plus ancienne et la plus connue pour ses travaux de recherche sur les répressions de l’époque soviétique, ce qui illustre l'ampleur du recul démocratique de l'ère Poutine.
À partir de la présidence de Poutine, observe Coline Maestracci de l’Université libre de Bruxelles (ULB), les pages sombres de la Russie soviétique sont tues. On empêche les historiens et les associations de travailler. Ainsi, la Grande Famine Holodomor en Ukraine (1932) est mal connue dans la société russe. L'Ukraine réalise un travail mémoriel sur ce génocide (4 millions de morts), mais en Russie, on observe la tendance inverse,.
Pour Antoine Arjakovsky, historien français d’origine ukrainienne, "quand un crime n’est pas jugé, il est justifié. Et si ce crime est justifié, alors, automatiquement, il est répété. C’est la logique de l’Histoire. La Russie avait une chance de juger les crimes du passé stalinien au début des années 1990, mais elle ne l’a pas fait, et c’est pour ça que les déportations d'Ukrainiens se répètent aujourd’hui.",.
En 2022, Memorial, le groupe de défense des droits le plus respecté de Russie, a reçu le Prix Nobel de la paix moins d'un an après avoir reçu l'ordre de fermer pendant une vague de répression contre les voix critiques.
Lors de l'invasion russe en Ukraine, Irina Scherbakova questionne les Russes : « D’où vient cette apathie du peuple russe ? Souvenir de la répression de l'époque stalinienne ? Quand la vérité est disponible, pourquoi préférer les mensonges et la propagande ? ».